# Chlorothraupis
Chlorothraupis é um género de ave da família Thraupidae.

## espécies
- Chlorothraupis carmioli (Lawrence, 1868)
- Chlorothraupis frenata (Berlepsch, 1907)
- Chlorothraupis olivacea (Cassin, 1860)
- Chlorothraupis stolzmanni (Berlepsch & Taczanowski, 1884)